# Richard Fortus
Richard Fortus (Saint Louis, Missouri, 1966. november 17. –) amerikai gitáros.

## Pályafutása
2002 óta a Guns N’ Roses tagja. Fortus többször is együttműködött olyan előadókkal, mint Richard Butler, a The Psychedelic Furs frontembere, vagy Frank Ferrer. Fortus a Love Spit Love, Thin Lizzy és a The Dead Daisies együttesek tagja is volt.

## Diszkográfia
The Eyes/ Pale Divine
- Freedom in a Cage (1990)
- Straight to Goodbye (1991)

Love Spit Love
- Love Spit Love (1994)
- Trysome Eatone (1997)

Tommy Stinson
- Village Gorilla Head (2004)
- One Man Mutiny (2011)

Guns N' Roses:
- Chinese Democracy (2008)
- Appetite for Democracy 3D (2014)

The Dead Daisies
- The Dead Daisies (2013)
- Revolución (2015)

The Compulsions
- Dirty Fun (2015)